# کهربای بالتیک

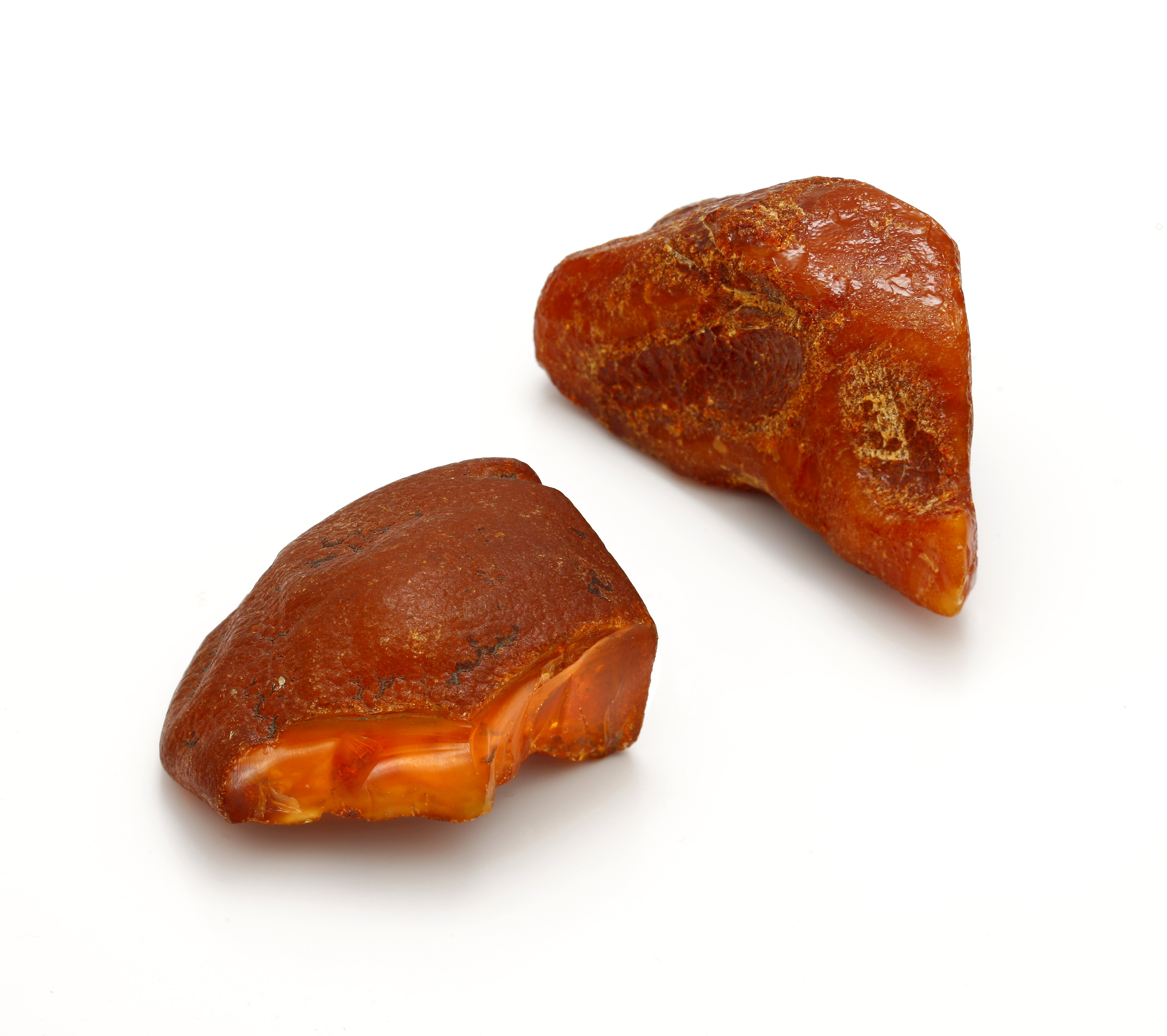
کهربای بالتیک خام صیقل نشده

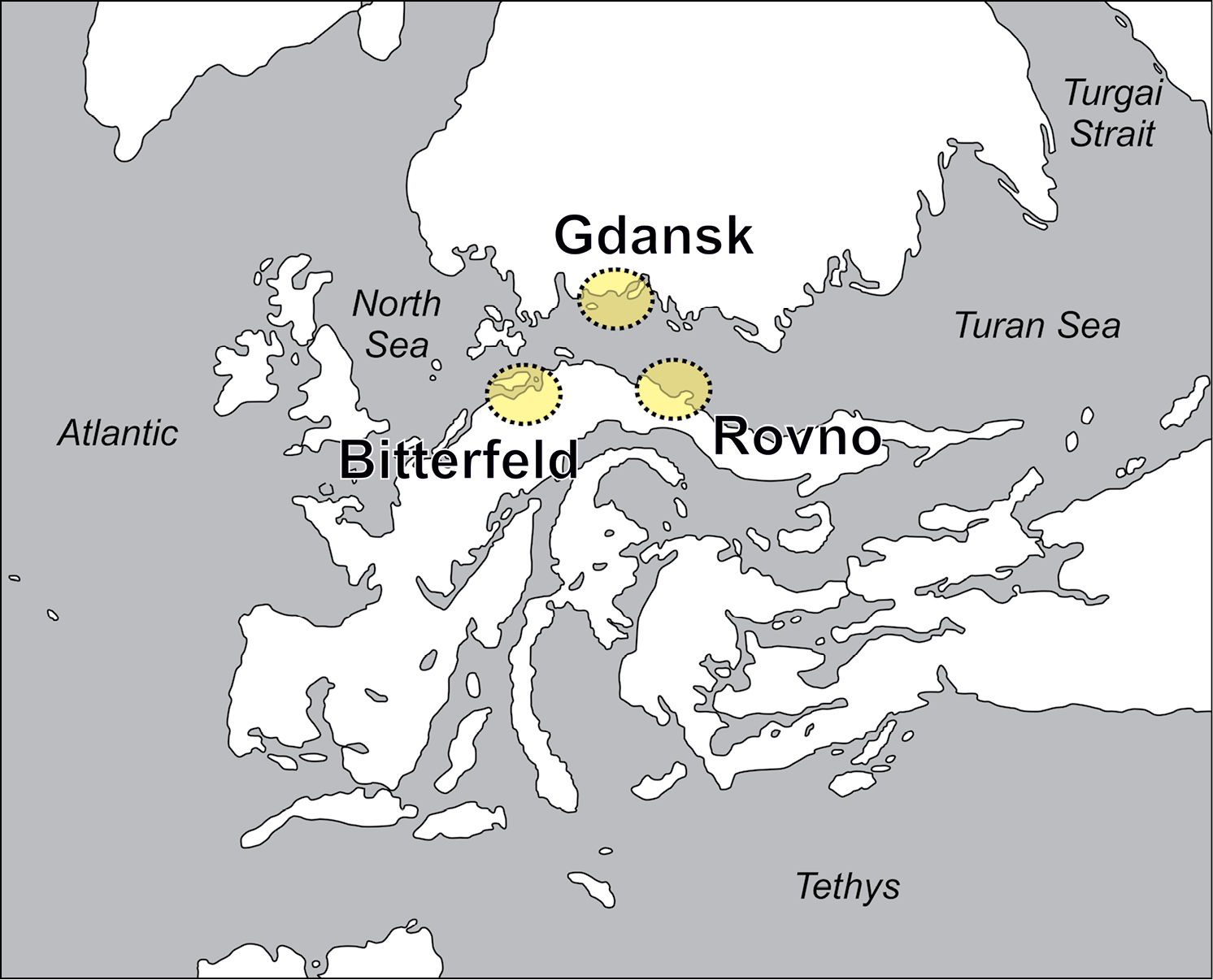
دیرینه‌جغرافیای اوایل-میانه ائوسن اروپا، که مکان ذخایر کهربای بالتیک (با برچسب گدانسک) را نشان می‌دهد

کهربای بالتیک (انگلیسی: Baltic amber) یا سوکسینیت (succinite)، نوعی صمغ فسیل شده از درختان کاج باستانی است که در منطقه دریای بالتیک یافت می‌شود. این نوع کهربا به دلیل قدمت بالای خود (حدود ۴۰ تا ۵۰ میلیون سال) و تنوع رنگ‌هایش (از زرد کم‌رنگ تا قهوه‌ای تیره) بسیار ارزشمند است. کهربای بالتیک اغلب حاوی حشرات، گیاهان و سایر موجودات ریز است که در رزین به دام افتاده و به خوبی حفظ شده‌اند و به همین دلیل برای دانشمندان و کلکسیونرها بسیار جذاب است.
کهربای بالتیک از دوران باستان مورد توجه بوده و در جواهرات، اشیاء تزئینی و حتی در طب سنتی استفاده می‌شده است. امروزه، این نوع کهربا همچنان به عنوان یک سنگ قیمتی محبوب شناخته می‌شود و در ساخت جواهرات و اشیاء هنری مورد استفاده قرار می‌گیرد. علاوه بر این، کهربای بالتیک به دلیل خواص درمانی ادعا شده‌اش نیز مورد توجه است، اگرچه این ادعاها از نظر علمی ثابت نشده‌اند.

## پیشینه
این کهربا در دوره ائوسن تشکیل شده است، اما زمان دقیق آن مورد بحث است. تخمین زده می‌شود که جنگل‌های این منطقه بیش از ۱۰۰٬۰۰۰ تن کهربا تولید کرده‌اند. امروزه، بیش از ۹۰ درصد کهربای جهان از استان کالینینگراد روسیه می‌آید. این یک منبع درآمد عمده برای منطقه است. مجموعه کهربای کالینینگراد محلی، ۲۵۰ تن از آن را در سال ۲۰۱۴ و ۴۰۰ تن را در سال ۲۰۱۵ استخراج کرد.
کهربای بالتیک قبلاً شامل کهربای معدن‌های زغال قهوه‌ای بیترفلد در زاکسن (ایالت‌های تازه) می‌شد. کهربای بیتِرفلد قبلاً تصور می‌شد که فقط ۲۰–۲۲ میلیون سال قدمت دارد (میوسن)، اما مقایسه‌ای از اجزاء حیوانی در سال ۲۰۰۳ نشان داد که احتمالاً کهربای بالتیک بود که در یک رسوب میوسن دوباره رسوب کرده است. مطالعه بیشتر گونه‌های حشرات در کهرباها نشان داده است که کهربای بیتِرفلد از همان جنگل کهربای بالتیک است، اما به‌طور جداگانه از بخش جنوبی‌تری، به روشی مشابه کهربای روونو اوکراین رسوب کرده است. منابع دیگر کهربای بالتیک از لهستان و روسیه ذکر شده است.
از آنجایی که کهربای بالتیک حاوی ۳ تا ۸ درصد سوکسینیک اسید است، به آن سوکسینیت نیز می‌گویند.

## زمینه زمین‌شناسی

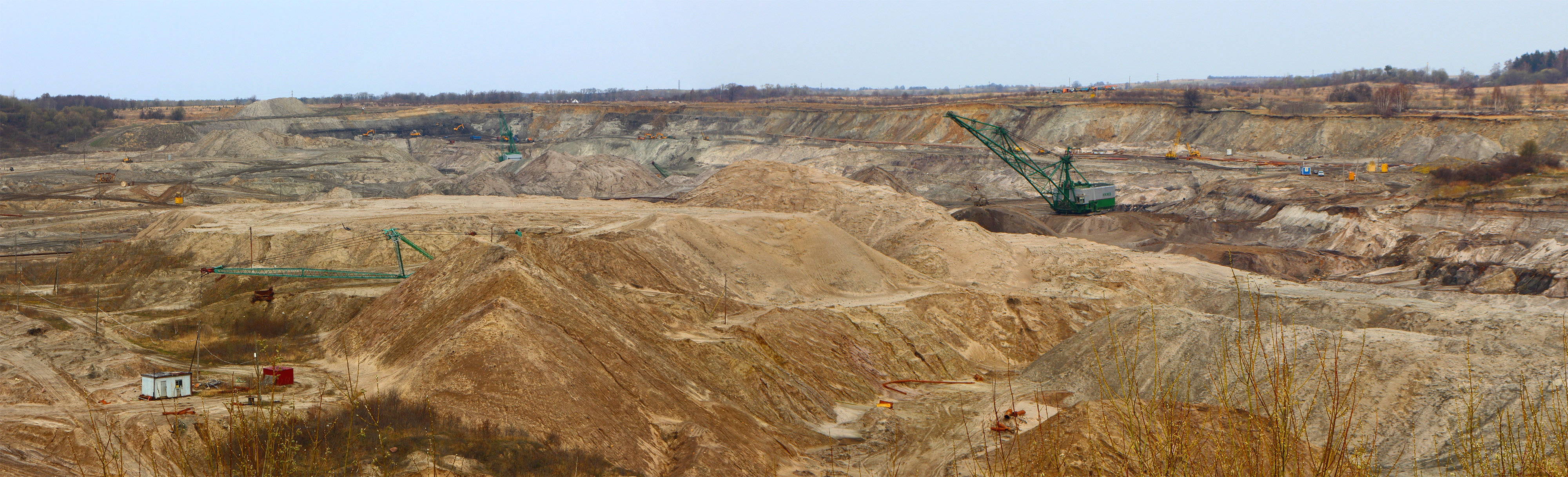
معدن کهربای روباز در کالینینگراد، که سنگ‌شناسی سازند پروس، سنگ منبع کهربای بالتیک را نشان می‌دهد

کهربای بالتیک درجا از رسوبات سازندی به نام سازند پروسی که قبلاً «سازند کهربا» نامیده می‌شد، گرفته شده است، که افق اصلی حاوی کهربا «زمین آبی» نامیده می‌شود، به دلیل محتوای گلاکونیت آن. این سازند در قسمت شمالی شبه‌جزیره سامبیا در کالینینگراد نمایان است. بیشتر کهربای بالتیک در پلیستوسن به صورت ثانویه در ذخایر یخ‌نهشته در سراسر دشت اروپای شمالی رسوب کرده است. این پیشنهاد شده است که کهربا به‌طور ثانویه در شرایط ساحلی تالابی پس از پیشروی دریا از جنگل کهربا دوباره رسوب می‌کند. سن کهربا بحث‌برانگیز است، اگرچه عموماً تفسیر می‌شود که در دوره ائوسن (۵۶–۳۴ میلیون سال پیش) تولید شده است. نویسندگان مختلف تخمین‌هایی از ۴۰–۴۷ میلیون سال پیش و ۳۵–۴۳ میلیون سال پیش را به عنوان سن کهربا ارائه کرده‌اند.

## درخت کهربای بالتیک
به‌طور جهانی پذیرفته شده است که کهربا منشأ مخروطیان دارد. از دهه ۱۸۵۰ تصور می‌شد که صمغ تبدیل شده به کهربا توسط درخت Pinites succinifer تولید شده است، اما تحقیقات در دهه ۱۹۸۰ به این نتیجه رسید که رزین از چندین گونه منشأ می‌گیرد. اخیراً، بر اساس شواهد طیف‌شناسی فروسرخ تبدیل فوریه (FTIR) از کهربا و رزین درختان زنده، پیشنهاد شده است که مخروطیان خانواده کاج‌های چتری مسئول این امر بوده‌اند. تنها نماینده موجود از این خانواده، کاج چتری ژاپنی (کاج چتری ژاپنی) است.

## ساختار

مدل کلی ساختار کهربای بالتیک

ساختار کهربای بالتیک (سوکسینیت) پیچیده است. این یک پلیمر نیست، زیرا از الگوی تکراری مرهای از یک نوع تشکیل نشده است. در عوض، ساختار درشت‌مولکولی دارد که در یک شبکه پیوندی متقاطع چیده شده است، که در آن منافذ (فضاهای آزاد) توسط اجزای ساختار مولکولی (مانند مونوترپن و سسکوئیترپن‌ها) پر می‌شوند؛ بنابراین ساختار شیمیایی کهربا را می‌توان به عنوان یک فرامولکول توصیف کرد. این ساختار کهربا را متراکم‌تر، سخت‌تر و در برابر عوامل خارجی مقاوم‌تر می‌کند. همچنین امکان حفظ خوب اجزای گیاهی و جانوری را فراهم می‌کند.

## دیرینه‌زیست‌شناسی
سرده‌ها و گونه‌های متعدد منقرض شده از گیاهان و جانوران از اجزای موجود در کهربای بالتیک کشف و به لحاظ علمی توصیف شده‌اند. بیش از ۹۸ درصد از حیوانات حفظ شده در کهربا را حشرات تشکیل می‌دهند، در حالی که سایر بندپایان، کرم حلقوی، نرم‌تنان، کرم‌های لوله‌ای و آغازیان کمتر از ۰٫۵ درصد از حیوانات را تشکیل می‌دهند. مهره‌داران ۰٫۵ درصد دیگر از حیوانات را شامل می‌شوند و عمدتاً توسط خز پستانداران، پر و خزندگان نشان داده می‌شوند.